# Find the River
"Find the River" é uma canção da banda estadunidense R.E.M. lançada em 29 de novembro de 1993 pela Warner Bros. como sexto e último single de seu oitavo álbum de estúdio, Automatic for the People (1992). Atingiu a posição 54 na parada de singles do Reino Unido em dezembro de 1993. Não chegou a nenhuma parada dos Estados Unidos. "Find the River" é um dos três únicos singles do R.E.M. lançados na década de 1990 (de um total de 24) a ficar de fora do top 40 britânico.

## Posição nas paradas musicais
| Parada (1993–1994)                  | Melhor posição |
| ----------------------------------- | -------------- |
| Europa (Eurochart Hot 100)          | 100            |
| Islândia (Íslenski Listinn Topp 40) | 3              |
| Reino Unido (UK Singles Chart)      | 54             |

| Parada (1994)                       | Posição |
| ----------------------------------- | ------- |
| Islândia (Íslenski Listinn Topp 40) | 12      |